# 本山哲 (音響監督)
本山 哲（もとやま さとし、1977年1月27日 - ）は、日本の音響監督。愛知県刈谷市出身。

## 人物
元々アニメに限らずテレビドラマも好きだったが、テレビを見ていた時に「なぜこのタイミングでこの音楽なんだろう」、「もうちょっとこうればいいのに」と思っていた。その時に「こういう仕事ってどうすればできるのか」と考えていた時に、偶々見ていた雑誌で、音響監督の若林和弘のインタビュー記事を読んだことで、職業としての音響監督を知った。記事の内容を読んでいたところ、「この人のもとでお仕事をしたいな」と思ったのがきっかけで音響監督を目指した。
オムニバスプロモーションを経て、現在はアドエレメント所属。

## 参加作品
※特筆のないものは全て音響監督としての参加

### テレビアニメ
2001年
- しあわせソウのオコジョさん（録音演出助手）
- 超GALS!寿蘭（録音演出助手）

2002年
- 灰羽連盟（録音演出）
- プリンセスチュチュ

2004年
- アクアキッズ（日本版演出）
- ごくせん（録音演出）
- 砂ぼうず

2005年
- ふしぎ星の☆ふたご姫

2006年
- 少年陰陽師（録音監督）
- バーテンダー
- ふしぎ星の☆ふたご姫 Gyu!

2007年
- がくえんゆーとぴあ まなびストレート!
- 月面兎兵器ミーナ
- ナイトウィザード The ANIMATION

2008年
- スキップ・ビート!
- のらみみ
- のらみみ2

2009年
- エグザムライ戦国
- 炬燵猫
- 真マジンガー 衝撃!Z編 on television
- 大正野球娘。
- 戦う司書 The Book of Bantorra

2010年
- いちばんうしろの大魔王
- 俺の妹がこんなに可愛いわけがない
- 会長はメイド様!
- 咎狗の血
- はなまる幼稚園

2011年
- ドラゴンボール改（選曲）※作中音楽差し替え版のみ
- 僕は友達が少ない
- 夢喰いメリー

2012年
- アルカナ・ファミリア -La storia della Arcana Famiglia-
- 織田信奈の野望
- 恋と選挙とチョコレート
- 新世界より
- 戦姫絶唱シンフォギア
- 超訳百人一首 うた恋い。
- 這いよれ! ニャル子さん
- BRAVE10
- リトルバスターズ!

2013年
- 俺の妹がこんなに可愛いわけがない。
- 神さまのいない日曜日
- 戦姫絶唱シンフォギアG
- 這いよれ! ニャル子さんW
- 僕は友達が少ないNEXT
- やはり俺の青春ラブコメはまちがっている。
- ヤマノススメ
- リトルバスターズ! 〜Refrain〜
- 私がモテないのはどう考えてもお前らが悪い!

2014年
- 一週間フレンズ。
- 失われた未来を求めて
- オオカミ少女と黒王子
- 最近、妹のようすがちょっとおかしいんだが。
- テンカイナイト
- ドラゴンボール改 魔人ブウ編 ※長崎行男と共同
- 風雲維新ダイ☆ショーグン
- まじもじるるも
- 魔弾の王と戦姫
- 魔法科高校の劣等生
- マンガ家さんとアシスタントさんと
- 六畳間の侵略者!?
- ロボットガールズZ

2015年
- 学戦都市アスタリスク
- 戦姫絶唱シンフォギアGX
- それが声優!
- デス・パレード
- やはり俺の青春ラブコメはまちがっている。続
- ランス・アンド・マスクス

2016年
- ガーリッシュ ナンバー
- この美術部には問題がある!
- シュヴァルツェスマーケン
- 少年メイド
- だがしかし
- 91Days
- ももくり

2017年
- AKIBA'S TRIP -THE ANIMATION-
- アホガール
- うらら迷路帖
- カイトアンサ
- クロックワーク・プラネット
- このはな綺譚
- 終末なにしてますか? 忙しいですか? 救ってもらっていいですか?
- セイレン
- 戦姫絶唱シンフォギアAXZ
- 恋愛暴君
- URAHARA

2018年
- 異世界魔王と召喚少女の奴隷魔術
- 学園ベビーシッターズ
- Caligula -カリギュラ-
- 七星のスバル
- だがしかし2
- 抱かれたい男1位に脅されています。
- 爆釣バーハンター
- ヒナまつり
- ベルゼブブ嬢のお気に召すまま。
- ラーメン大好き小泉さん
- りゅうおうのおしごと!

2019年
- ガーリー・エアフォース
- ぼくたちは勉強ができない
- 消滅都市
- なむあみだ仏っ!-蓮台 UTENA-
- 戦姫絶唱シンフォギアXV
- 超人高校生たちは異世界でも余裕で生き抜くようです!
- 厨病激発ボーイ
- Z/X Code reunion
- アサシンズプライド

2020年
- 宝石商リチャード氏の謎鑑定
- 白猫プロジェクト ZERO CHRONICLE
- ハクション大魔王2020
- 安達としまむら
- トニカクカワイイ
- 『ヒプノシスマイク -Division Rap Battle-』Rhyme Anima
- 魔法科高校の劣等生 来訪者編
- やはり俺の青春ラブコメはまちがっている。完

2021年
- 弱キャラ友崎くん
- ゲキドル
- 幼なじみが絶対に負けないラブコメ
- スライム倒して300年、知らないうちにレベルMAXになってました
- カノジョも彼女
- ヴィジュアルプリズン
- マブラヴ オルタネイティヴ
- 魔法科高校の優等生
- 魔法科高校の劣等生 追憶編

2022年
- リーマンズクラブ
- 魔法使い黎明期
- 恋は世界征服のあとで
- 骸骨騎士様、只今異世界へお出掛け中
- 黒の召喚士
- 咲う アルスノトリア すんっ!
- 新米錬金術師の店舗経営
- 勇者パーティーを追放されたビーストテイマー、最強種の猫耳少女と出会う
- まめきちまめこニートの日常
- 虫かぶり姫

2023年
- マッシュル-MASHLE-
- 16bitセンセーション ANOTHER LAYER

2024年
- 魔法少女にあこがれて
- 魔王軍最強の魔術師は人間だった

2025年
- フェルマーの料理

### 劇場アニメ
2004年
- フイチンさん（録音演出）

2013年
- デス・ビリヤード

2015年
- 台風のノルダ

2016年
- ガラスの花と壊す世界

2017年
- 劇場版 魔法科高校の劣等生 星を呼ぶ少女
- GODZILLA -怪獣惑星-

### OVA
2002年
- 高校鉄拳伝タフ（録音演出助手）

2003年
- モエかん THE ANIMATION（第1話録音演出）

2004年
- 天罰エンジェルラビィ☆

2006年
- sin in the rain
- ピンキーストリート

2009年
- DOGS/BULLETS&CARNAGE

2010年
- グラール騎士団
- こえでおしごと!

2012年
- アラタなるセカイ
- みのりスクランブル!
- 僕は友達が少ない あどおんでぃすく

2014年
- リトルバスターズ! EX

2015年
- 這いよれ! ニャル子さんF

2019年
- まじもじるるも 完結編

2021年
- トニカクカワイイ 〜SNS〜

### Webアニメ
2002年
- サイキックアカデミー煌羅万象

2010年
- ゆとりちゃん

2011年
- こぴはん

2013年
- 鋼鉄のヴァンデッタ

2017年
- 拡張少女系トライナリー

2022年
- トニカクカワイイ 〜制服〜

2023年
- トニカクカワイイ 女子高編

### ゲーム
2011年
- 俺の妹がこんなに可愛いわけがない ポータブル（録音監督）

2012年
- 僕は友達が少ない ぽーたぶる（録音監督）
- 俺の妹がこんなに可愛いわけがない ポータブルが続くわけがない（録音監督）

### ドラマCD
2012年
- ヒカルが地球にいたころ……

2013年
- 俺がお嬢様学校に「庶民サンプル」として拉致られた件

2017年
- 本好きの下剋上～司書になるためには手段を選んでいられません～

### その他
2008年
- 新宿シンちゃん（新宿区交通安全啓発ムービー）

2009年
- 聖なる夜に小さな願いを（オペレーション・ケイオス付属CD）

2012年
- 魔法使いなら味噌を喰え!（プロモーションアニメ）

2015年
- 音楽少女（アニメミライ版）